# Ciències de la comunicació
Les ciències de la comunicació són aquelles disciplines de les ciències socials que s'encarreguen d'estudiar l'essència dels processos de comunicació com a fenòmens en si mateixos, els mitjans que s'empren i el conjunt semiòtic que construeixen, generant els seus propis mètodes d'estudi i eines analítiques.

## Descripció
Aquesta jove branca disciplinària parteix de la sociologia, la qual li aporta les bases metodològiques per als primers estudis duts a terme de forma sistemàtica. A començaments del segle xx, neix a conseqüència de les inquietuds epistemològiques que van generar l'aparició dels mitjans de comunicació massius (primers diaris i radiodifusores, el primer mitjà massiu electrònic de comunicació).
Les ciències de la comunicació són avui en dia una eina bàsica per comprendre la naturalesa de les societats, així com la comunicació diària entre persones o grup de persones, sigui en la seva dimensió institucional o comunitària.
Encara que és possible parlar ja de comunicació massiva des de la invenció de la impremta de Gutenberg, no és sinó fins a la dècada de 1920 quan es duen a terme els primers estudis sobre la influència de la propaganda en el context de l'Europa de la preguerra, amb l'ascens dels règims feixistes d'Alemanya i Itàlia. Anterior a aquesta primera etapa de la disciplina, cal remetre fins i tot els clàssics grecs. Aristòtil en diverses ocasions van abordar el tema de la comunicació, encara que sense aconseguir fer detonar la fundació d'una escola dedicada de manera particular a aquesta disciplina.
Les ciències de la comunicació inclouen una gran varietat d'especialitats, entre les quals destaquen: comunicació social, periodisme, relacions públiques, comunicació institucional, xarxes, telecomunicacions, publicitat i comunicació audiovisual entre d'altres.
L'objecte d'estudi de les ciències de la comunicació -els processos i fenòmens de comunicació-, amb freqüència és també abordat per altres disciplines, entre les que és possible esmentar la lingüística, la sociologia, l'antropologia social, la cibernètica i la psicologia, entre d'altres.
Entre aquestes altres està l'educació des de la Pedagogia (educació de la infantesa), fins a l'Andragogía (educació d'adults).